# Gheorghe Florea Preșmerean
Gheorghe Florea Preșmerean (n. 1884, Șcheii Brașovului – d. 1953, Codlea) a fost un deputat în Marea Adunare Națională de la Alba Iulia, organismul legislativ reprezentativ al „tuturor românilor din Transilvania, Banat și Țara Ungurească”, cel care a adoptat hotărârea privind Unirea Transilvaniei cu România, la 1 decembrie 1918.:p. 141

## Biografie
S-a născut în Șcheii Brașovului, în1884. A urmat cursurile Facultății de Teologie, după care a fost mai întâi administrator parohial, iar apoi preot paroh în Codlea. După 1918 a rămas preot în Codlea, unde probabil că a și murit în 1953.:p. 133

## Activitatea politică

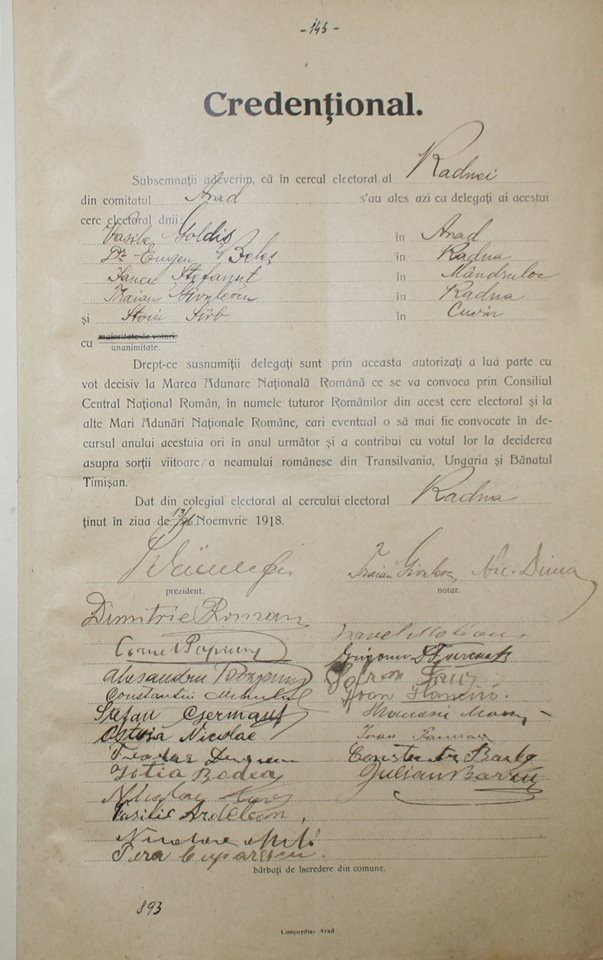
Credențional

Gheorghe Florea Preșmerean a participat la Marea Adunare Națională de la Alba Iulia din 1 decembrie 1918 ca delegat al cercului electoral Ghimbav.:p. 133